# Ocultación lunar rasante
Una ocultación lunar ocurre cuando la luna, moviéndose a lo largo de su trayectoria orbital, pasa delante de una estrella u otro objeto celeste, según lo considerado por un observador (normalmente en la Tierra). Una ocultación lunar rasante (también conocido como ocultación rasante, rasante lunar o sólo rasante) ocurre cuando uno de los bordes de la luna paralelos a su trayectoria orbital parece tocar o rozar el objeto a medida que la luna se desplaza. Cuando esto sucede, un observador correctamente posicionado verá el objeto rozado desaparecer y reaparecer, posiblemente varias veces, a medida que las montañas y los valles de la luna pasan frente al objeto.
Los rasantes se suceden durante el curso de algunos minutos, y dependiendo del terreno lunar y de la posición del observador, el objeto puede desaparecer y reaparecer desde una vez a más de 10 veces. Distintos observadores situados apenas algunos cientos de metros más allá en una línea perpendicular a la trayectoria rasante pueden hacer observaciones radicalmente diferentes. Por ejemplo, en una localización, una montaña lunar puede pasar delante del objeto, causando desaparición y reaparición, mientras que en una posición diferente la montaña puede simplemente pasar debajo de la estrella sin oscurecerla.
Midiendo cuidadosamente las posiciones de muchos observadores y controlando el tiempo de los eventos de desapariciones y reapariciones, es posible construir un perfil extremadamente exacto del terreno lunar. Ya que las trayectorias rasantes raramente pasan sobre observatorios establecidos, los astrónomos aficionados son los registradores principales de los datos de rasante. Normalmente utilizan unidades portátiles GPS para determinar su posición y cámaras de vídeo montadas en telescopios para grabar los eventos de desaparición y reaparición. La sincronización de tiempo exacta es proporcionada por las señales de tiempo de la grabación (como WWV) en el canal de audio.